# Resolució 2231 del Consell de Seguretat de les Nacions Unides
La Resolució 2231 del Consell de Seguretat de les Nacions Unides, adoptada per unanimitat el 20 de juliol de 2015, va donar suport al Pla d'Acció Conjunt sobre el programa nuclear de l'Iran. Es va establir un procés d'inspecció i programació, mentre que també es preparava per eliminar les sancions de les Nacions Unides contra Iran. Les 15 nacions del Consell de Seguretat van aprovar per unanimitat la resolució, que havia estat negociada pels membres permanents del Consell de Seguretat de les Nacions Unides, Xina, França, Rússia, Regne Unit, Estats Units, més Alemanya, la Unió Europea, i l'Iran.
Després de la resolució Mohammad Javad Zarif, ministre d'Afers Exteriors iranià, va dir: "La nació iraniana sentiria canvis fonamentals d'acord amb la Resolució 2231 del Consell de Seguretat de l'ONU"
El 29 de març de 2016, els Estats Units, el Regne Unit, França i Alemanya van escriure una carta conjunta al Secretari General de les Nacions Unides, Ban Ki-moon acusant l'Iran de "desafiar" la Resolució del Consell de Seguretat 2231 realitzant proves de míssils realitzades des de l'acord. La carta va dir que els míssils eren "inherentment capaços de lliurar armes nuclears". No obstant això, no va de dir que les proves eren il·legals. La resolució 2231 demana a l'Iran que s'abstingui d'una activitat relacionada amb míssils amb capacitat nuclear ("l'Iran està cridat a no realitzar cap activitat relacionada amb míssils balístics dissenyats per ser capaços de lliurar armes nuclears, inclosos llançaments que utilitzin aquesta tecnologia de míssils balístics", però segons els diplomàtics, el llenguatge no és vinculant legalment i no es pot fer complir amb mesures punitives.